# Тіберт
Тіберт (Теутберт) (фр. Thibert; 860 — бл. 910) — граф Арлю в 890—895 роках, граф Марселю, Апту, Авіньйону і Анейрону.

## Життєпис
Походив з в'єннської знаті. Можливо його батьком або дідом був граф Арно В'єннський. Народився близько 860 року. Був вірним прихильником Бозона, короля Нижньої Бургундії, від якого отримав сеньйорію Анейрон.
У 887 році після смерті Бозона увійшов до регентської ради при малолітньому королі Людовику III. Отримує графства Авіньйон і Апт. Невдовзі скориставшись смертю Теобальда Арльського, фактичного графа Провансу, близько 890 року захоплює Арль, а згодом графство Марсель, ставши новим володарем Провансу.
У 895 році внаслідок боротьби з Гуго, сином Теобальда, втратив графство Арль. Втім вплив Тіберта в Провансі та при дворі короля Людовика III залишався вагомим.
У 905 році після повалення Людовика III перевагу отримав Гуго, який став регентом королівства Нижння Бургундія. В результаті Тіберт втратив усі володіння, окрім Апта. Остання згадка про нього відноситься до 908/910 року.